# Хевеши, Мария Акошевна
Мария Акошевна Хе́веши (4 октября 1928, Москва — 19 апреля 2005, Москва) — советский и российский философ

 венгерского происхождения, специалист по венгерской и марксистской философии. Доктор философских наук.

## Биография
Отец — венгерский революционер Хевеши Акош Вильгельмович; брат — Хевеши Акош Акошевич, прославленный штурман СССР второй мировой войны.
В 1951 году окончила отделение психологии, философии и языка (впоследствии философский факультет) МГУ имени М. В. Ломоносова, затем аспирантуру Института философии АН СССР и защитила в 1960 году диссертацию на соискание учёной степени кандидата философских наук по теме «Мировоззрение венгерских революционных демократов», а в 1978 году диссертацию на соискание учёной степени доктора философских наук по теме «„Философия практики“ 20-х годов и современность».
С 1959 года до последнего дня работала в Институте философии Академии Наук в Секторе истории политических учений, затем заведующей аспирантурой.
Автор более 80 крупных публикаций по социально-политическим проблемам современности.
Умерла после неудачной операции на сердце, сделанной ей в Москве.

## Научная деятельность
Являлась крупнейшим специалистом в области венгерской философской мысли. Особое внимание уделяла взглядам Дьёрдя Лукача.
Последней работой М. А. Хевеши стал «Толковый словарь идеологических и политических терминов советского периода», в котором была предпринята одна из первых попыток собрать термины и выражения, которые имели широкое распространение в официальном «советском» языке и в целом в идеологии советского периода.
В 2002 году по приглашению Центра Российских и восточноевропейских исследований (CREES) Торонтского университета посетила Канаду, где выступила с лекцией по этой проблеме.

## Научные труды

### Монографии
- Хевеши М. А. Толковый словарь идеологических и политических терминов советского периода. — Изд. 2-е, доп. — М.: Международные отношения, 2004. — 192 с. — ISBN 5-7133-1147-3. — УДК 32.001(038). — ББК 65 0Я2 Х35.
- Хевеши М. А. Мировоззрение венгерских революционных демократов. — М.: Издательство Академии наук, 1962.
- Хевеши М. А. «Из истории критики философских догм II Интернационала». — М.: Наука, 1977.
- Хевеши М. А. «Левизна» в философии. — Будапешт: Издательство Кошут, 1979. (на венгерском языке)
- Хевеши М. А. «Философия в Венгрии». — М.: Издательство Института философии. 1976.
- Хевеши М. А. Толпа, массы, политика. — М.: Издательство Института философии, 2001.
- Хевеши М. А. Антикапиталистический бунт «новых левых» (недоступная ссылка)

### Статьи
- Хевеши М. А. Альтернативность и процесс исторического развития // Сб. «Пути социального прогресса». — М.: Изд-во Института философии, 1991.
- Хевеши. М. А. Дьердь Лукач и его критика сталинизма // Социально-политические науки. — 1991. — № 11.
- Хевеши М. А. Фашизм как психопатология // Архетип. — 1996. — № 1. — ж. Акад. Гуманит. Исследований.
- Хевеши М. А. Анархизм и нигилизм как умонастроение // Социологические исследования. — 1998. — № 2.
- Хевеши М. А. Политика и психология масс // Вопросы философии. — 1999. — № 12.
- Хевеши М. А. Дьёрдь Лукач // «История философии: Запад — Россия — Восток». — М.: Наука, 1999. — Т. 4.
- Хевеши М. А. Массовое общество и его истолкование в XX веке // Социологические исследования. — 2001. — № 7.
- Хевеши М. А. Социально-политические стереотипы, иллюзии, мифы и их воздействие на политическое сознание // Философские науки. — 2001. — № 2.
- М. А. Хевеши. Реформизм // Новая философская энциклопедия : в 4 т. / пред. науч.-ред. совета В. С. Стёпин. — 2-е изд., испр. и доп. — М. : Мысль, 2010. — 2816 с.